# Stone Island
Stone Island är ett italienskt designermärke som skapades 1982 av Massimo Osti som ett sidomärke till C.P Company.
Det som brukar känneteckna ett Stone Island-plagg är dess märke bestående av en kompasstjärna som oftast är avtagbar och sitter på vänsterärmens övre del. Det finns också ett par jackor med Stone Island-märket där märket är helt i vitt, svart eller rött och det brukar vara på mer exklusiva och sällsynta modeller.
Bland alla årliga kollektioner brukar alltid en eller ett par jackor av exklusivare sort finnas med. Det kan röra sig om handmålade jackor, jackor som byter färg i olika temperaturer eller är gjorda i ovanliga material. Stone Island har en viss exklusivitet då en vanlig jacka kan kosta 4000 - 9000 kronor beroende på modell och materialet den är tillverkad av. Jackor från de mer exklusiva kollektionerna kan kosta upp till 30.000 kronor. Flera av jackorna tillverkas från början till slut i märkets egen anläggning i Ravarino i norra Italien.

## Utmärkande jackor
Reflective Jacket
Denna jacka lanserades för första gången år 1991[källa behövs] och är idag en av Stone Islands "ikon-jackor". Reflective-jackan är gjord i ett mycket reflekterande tyg vars beläggning består av tusentals mikroprismor. Jackan reflekterar minsta möjliga ljuskälla såsom månljus etc.
Stainless Steel
Denna jacka är en ovanlig modell där en tunnare jacka är täckt av aluminiumfolie liknande rostfritt stål. 
Ghost-series
Dessa jackor finns i färgerna rött, svart och vitt och sticker ut då det avtagbara märket är i samma färg som jackan. Ghost-serien är relativt ovanlig och dyker sällan upp i kollektionerna. Den senaste Ghost:en som ingick i en kollektion från Stone Island kom 2019.
Ice Jacket
När temperaturen går ner så ändrar jackan färg. En av Stone Islands ikon-jackor.

## Casual
Stone Island är ett klädmärke som används inom casualkulturen, från början i Storbritannien men även i andra delar av Europa. Att ”stå upp för patchen”, det vill säga kompasslogotypen på vänsterarmen, var ett vanligt uttryck på 00-talet och betydde att man alltid var redo att slåss om man bar märket öppet. 
På senare år, särskilt i samband med rapparen Drakes association med märket, har det ökat enormt i popularitet i USA. Detta medförde dels att priserna nästan dubblerades samt att märkets casualstämpel i mångt och mycket tvättades bort.